# Veronica Borsi
Veronica Borsi (* 13. Juni 1987 in Bracciano) ist eine ehemalige italienische Sprinterin und Hürdenläuferin, die sich auf die 100-Meter-Distanz spezialisiert hat.

## Sportliche Laufbahn
Erste internationale Erfahrungen sammelte Veronica Borsi im Jahr 2003, als sie bei den Jugendweltmeisterschaften im kanadischen Sherbrooke in 13,69 s den fünften Platz über 100 m Hürden belegte. Im Jahr darauf schied sie bei den Juniorenweltmeisterschaften in Grosseto mit 14,09 s im Vorlauf aus und 2005 belegte sie bei den Junioreneuropameisterschaften in Kaunas in 13,74 s den vierten Platz im Hürdenlauf und wurde auch mit der italienischen 4-mal-100-Meter-Staffel in 44,81 s Vierte. 2007 schied sie bei den U23-Europameisterschaften in Debrecen mit 14,10 s in der ersten Runde über 100 m Hürden aus und 2009 schied sie bei den U23-Europameisterschaften in Kaunas mit 13,54 s im Halbfinale aus. 2011 gewann sie bei den Militärweltspielen in Rio de Janeiro in 13,08 s die Silbermedaille hinter der Belarussin Alina Talaj und belegte mit der Staffel in 45,08 s den vierten Platz. Anschließend schied sie bei der Sommer-Universiade in Shenzhen mit 13,56 s im Semifinale im Hürdenlauf aus. Im Jahr darauf schied sie bei den Hallenweltmeisterschaften in Istanbul mit 8,18 s im Halbfinale im 60-Meter-Hürdenlauf aus und 2013 gewann sie bei den Halleneuropameisterschaften in Göteborg mit neuem Landesrekord von 7,94 s die Silbermedaille hinter der Belarussin Alina Talaj, nachdem der ursprünglichen Siegerin Nevin Yanıt aus der Türkei die Goldmedaille wegen eines Dopingverstoßes aberkannt worden war. Im Juni gewann sie bei den Mittelmeerspielen in Mersin in 13,05 s die Silbermedaille über 100 m Hürden hinter ihrer Landsfrau Marzia Caravelli, ehe sie bei den Weltmeisterschaften in Moskau mit 13,35 s in der ersten Runde ausschied. 2018 kam sie bei den Hallenweltmeisterschaften in Birmingham mit 8,27 s nicht über die Vorrunde über 60 m Hürden hinaus und beendete dann im selben Jahr ihre aktive sportliche Karriere im Alter von 31 Jahren.
In den Jahren 2012, 2013 und 2018 wurde Borsi italienische Hallenmeisterin im 60-Meter-Hürdenlauf.

## Persönliche Bestzeiten
- 100 m Hürden: 12,76 s (+0,6 m/s), 2. Juni 2013 in Orvieto
  - 60 m Hürden (Halle): 7,94 s, 1. März 2013 in Göteborg (italienischer Rekord)